# Michael Wojtanowicz
Michael Wojtanowicz (* 9. März 1985 in Krems an der Donau) ist ein ehemaliger polnisch-österreichischer Fußballspieler.

## Karriere
Michael Wojtanowicz wurde am 9. März 1985 als Sohn des aus Polen stammenden Fußballspielers und späteren -trainers Lucjan Wojtanowicz (* 1960) in Krems an der Donau geboren. Sein Vater spielte dort seit 1982 beim Kremser SC und ließ seine Karriere in weiterer Folge im österreichischen Amateurfußball ausklingen, ehe er eine Karriere als Fußballtrainer einschlug. Nach Stationen im Nachwuchsbereich des SV Haitzendorf und des FCN St. Pölten kam Michael Wojtanowicz im Jahr 2000 an die Fußballakademie St. Pölten und begann seine Profikarriere 2003 beim ASKÖ Pasching, für den er jedoch vorrangig in der zweiten Mannschaft zum Einsatz kam. Für die Hinrunde der Saison 2004/05 wurde er an den SC Untersiebenbrunn ausgeliehen. Zur Rückrunde der Saison 2005/06 wechselte er zum TSV 1860 München II. Nach einem halben Jahr dort wechselte er zum FC Lustenau 07. Zur Rückrunde ging er zum SKN St. Pölten. In St. Pölten erzielte Wojtanowicz in 81 Spielen beachtliche 34 Tore. Im Mai 2011 gab Wojtanowicz bekannt, dass er den SKN St. Pölten nach vier Jahren verlassen wird. Am 10. Jänner 2012 wurde bekannt, dass Michael einen Vertrag beim SV Horn unterzeichnet hat. Nach Startschwierigkeiten in Horn, etablierte sich Wojtanowicz und zeigte auch dort seine Treffsicherheit. In der Saison 2012/13 spielte er beim SV Horn in der zweitklassigen Ersten Liga, ehe er sich nach einem Jahr, in der Winterpause 2012/13, dem Ligakonkurrenten FC Blau-Weiß Linz anschloss. Bereits im Sommer 2013 wurde er wieder vereinslos und heuerte nach wenigen Monaten der Vereinslosigkeit beim Drittligisten 1. SC Sollenau an. Seine nächste Karrierestation führte ihn im Sommer 2014 zur Vienna und nach einem Jahr weiter zum SC Mannsdorf. Mit den Weinviertlern gelang ihm in der Saison 2015/16 der erste Platz in der 1. NÖN-Landesliga und der damit verbundene Aufstieg in die drittklassige Regionalliga Ost. In dieser brachte er es in der darauffolgenden Saison nur mehr zu sechs für ihn persönlich torlosen Meisterschaftsauftritten und wechselte in der Winterpause zurück in die Landesliga zum SV Leobendorf, der die vorangegangene Saison als Vizemeister hinter Mannsdorf abgeschlossen hatte. Sein dortiges Engagement endete daraufhin jedoch bereits wieder im Sommer 2017. Danach fand der damals 32-jährige Wojtanowicz in keinen offiziellen Fußballspielen mehr Berücksichtigung. 2018 absolvierte er etwa einige Freundschaftsspiele für seinen Jugendklub, den SV Haitzendorf. Vor dem Start ins Frühjahr 2020 wechselte der Ex-Profi zum Achtligisten USG Alpenvorland, absolvierte dort jedoch nur ein Freundschaftsspiel und kam aufgrund der COVID-19-Pandemie, die in dieser Zeit auch Österreich erreichte und den Zusammenbruch des Spielbetriebes zur Folge hatte, zu keinen offiziellen Pflichtspieleinsätzen. Spätestens im Sommer 2020 verließ er den Verein wieder und beendete seine Karriere als Fußballspieler, nachdem er bereits seit drei Jahren kein offizielles Spiel mehr absolviert hatte.